# Uplink
Uplink es un videojuego lanzado el 2001 por la compañía de software británica Introversion Software.

## El juego
Uplink se desarrolla en el año 2010, en el que el jugador asume el rol de un hacker trabajando para la misteriosa corporación "Uplink". El jugador gana dinero, software, hardware, y habilidad en el hacking de corporaciones multinacionales. Entonces un día, un agente despedido de Uplink ahora trabajando para la Corporación de Investigación Andrómeda (ARC por sus siglas en inglés) envía un correo electrónico al jugador.
Esto comienza una de las muchas historias posibles en el juego. El jugador puede trabajar para ARC o para su compañía rival "Arunmor". ARC está construyendo un virus informático conocido como "Virus Revelación", que destruirá Internet. Arunmor está tratando de detenerlos.

## Plataformas
El juego fue lanzado para Microsoft Windows y Linux por la misma Introversion, y fue portado al Mac por Contraband y Ambrosia Software. Una versión lanzada en los Estados Unidos fue editada y distribuida por Strategy First ubajo el título Uplink: Hacker Elite.

## Modding
Uplink posee una fuerte comunidad de modding, con nuevos temas, gateways, sonidos, conjuntos de imágenes, y otras adiciones. A mediados del 2003 Introversion comenzó a vender el código fuente del juego, junto con otras herramientas en el "CD para desarrolladores de Uplink". Esto llevó a algunas modificaciones en el modo de juego como lo es el mod del FBI, que añade el servidor del FBI al juego, junto con nuevos sistemas de seguridad y misiones. Actualmente Introversion ha dejado de producir parches para el juego, dejando el trabajo a la comunidad de modding.